# Ottavio Bottecchia
Ottavio Bottecchia, italijanski kolesar, * 1. avgust 1894, San Martino di Colle Umberto, Treviso, † 14. junij 1927, Humin, Videm.
Ottavio Bottecchia je bil eden najboljših kolesarjev 20-ih let 20. stoletja in prvi Italijan, ki mu je uspelo zmagati na kolesarski dirki po Franciji.
Bottecchia je vstopil med profesionalne kolesarje po koncu prve svetovne vojne, katere se je bil udeležil kot ostrostrelec v italijanski vojski. Svoj prvi večji uspeh je dosegel s skupnim petim mestom na dirki po Italiji 1923, istega leta je zmagal tudi na etapni dirki dirke po Franciji ter skupno zasedel drugo mesto. Naslednje leto je v francoski ekipi Automoto, kjer je zaslužil mnogo več, kot je bilo ta čas možno dobiti doma, postal kot dober hribolazec eden glavnih favoritov za skupno zmago na Touru. Po osvojitvi prve etape že na začetku Toura mu je uspelo nositi rumeno majico vse do konca dirke, s čimer je postal prvi Italijan, ki mu je uspelo zmagati na tej dirki. Uspeh je ponovil tudi na Touru 1925, pri čemer mu je bil v pomoč belgijski kolesar Lucien Buysse. Slednji je nasledil Bottecchio na mestu zmagovalca Toura 1926 potem, ko je Ottavio po neprepričljivem uvodu odstopil med nevihto v 10. gorski etapi.
Kljub svojim dosežkom Bottecchia nikoli ni postal tako popularen v Italiji kot bi bil lahko. Največje uspehe je dosegel v Franciji, ne v Italiji. Kmalu sta ga zasenčila druga Italijana , Alfredo Binda in Costante Girardengo. Danes je Bottecchia bolj znan po skrivnostni smrti kot po rezultatih. Junija 1927 so ga našli ob cesti s hudimi poškodbami glave. Njegovo kolo je bilo prislonjeno ob bližnje drevo. Po dvanajstih dneh zdravljenja v bolnišnici v Huminu je podlegel poškodbam. Uradna preiskava se je zaključila s sporočilom o naključni smrti, vendar jih je mnogo menilo, da je Bottecchia kot nasprotnik fašizma naletel na skupino fašistov, ki so v tem času postali močno rastoča politična stranka v Italiji.

## Dosežki
- 1923

Giro d'Italia: skupno 5. mesto
Tour de France: zmaga v 2. etapi, nosilec  v 3. in 4. etapi ter 7. do 10. etapi, skupno 2. mesto
- 1924

Tour de France: zmaga v 1., 6., 7. in 15. etapi,  skupno 1. mesto
- 1925

Giro della provincia Milano: zmaga v 1. etapi, skupno 1. mesto
Tour de France: zmaga v 1., 6., 7. in 18. etapi,  skupno 1. mesto

## Kolesa Bottecchia
Leta 1926 se je Bottecchia povezal z izdelovalcem kolesarskih okvirjev Teodorom Carniellijem, nakar sta skupaj začela izdelovati tekmovalna kolesa. Posel se je razširil po smrti Bottecchie, pri čemer je njegovo ime postalo zaščitna znamka koles.